# Katarina II. Velika
Katarina II. Velika (Szczecin, 2. svibnja 1729. – Carskoje Selo, 17. studenog 1796.), ruska carica.
Rođena je kao njemačka princeza Sophie Auguste Friederike von Anhalt-Zerbst.
Vladala je od 1762. godine. Kći je pruskog generala, a 1745. godine udala se za budućeg cara Petra III. Kad je njen muž umoren u uroti, garda ju je proglasila caricom. Vodeći imperijalističku politiku prema Poljskoj, već 1764. godine u sporazumu s Pruskom, postavila je na poljsko prijestolje svog miljenika Stanislava Poniatowskog. Osam godina kasnije provodi prvu diobu Poljske, 1793. godine drugu, a 1795. godine, slomivši poljski ustanak i treću diobu. Rusija je tim diobama stekla otprilike dvije trećine čitava teritorija nekadašnje poljske države. Vodila je dva rata protiv Turske u kojima je Rusija dobila crnomorsku obalu od Dnjepra do Dnjestra i stekla slobodu trgovanja u turskim vodama. Za njena vladanja su se sve više pojačavale društvene suprotnosti. Zadojena prosvjetiteljskim idejama, stekla je veliku popularnost ("Majka domovine"), dajući Rusima prednost u odnosu prema strancima. Život te "Semiramide Sjevera", u kojem su važno mjesto imali brojni ljubavnici, obrađen je u nizu književnih djela.

## Vanjske poveznice
| Prethodnik:        | Katarina II. Velika (1762. - 1796.) | Nasljednik:           |
| Petar III. (1762.) | Katarina II. Velika (1762. - 1796.) | Pavle (1796. – 1801.) |